# Jon Kitna
Jon K. Kitna (født 21. september 1972 i Tacoma, Washington, USA) er en tidligere amerikansk footballspiller, der spillede i NFL som quarterback. Han kom ind i ligaen i 1997 og spillede for Seattle Seahawks, Cincinnati Bengals, Dallas Cowboys samt Detroit Lions.
Udover NFL har Kitna også haft en karriere i NFL Europe, hvor han var med til at vinde mesterskabet finalen World Bowl.

## Klubber
- Seattle Seahawks (1996–2000)
- Barcelona Dragons (NFL Europe) (1997)
- Cincinnati Bengals (2001–2005)
- Detroit Lions (2006–2008)
- Dallas Cowboys (2009–2011, 2013)